# Bathypogon danielsi
Bathypogon danielsi là một loài ruồi trong họ Asilidae. Bathypogon danielsi được Lavigne miêu tả năm 2006. Loài này phân bố ở miền Australasia.